# Carsten Mell

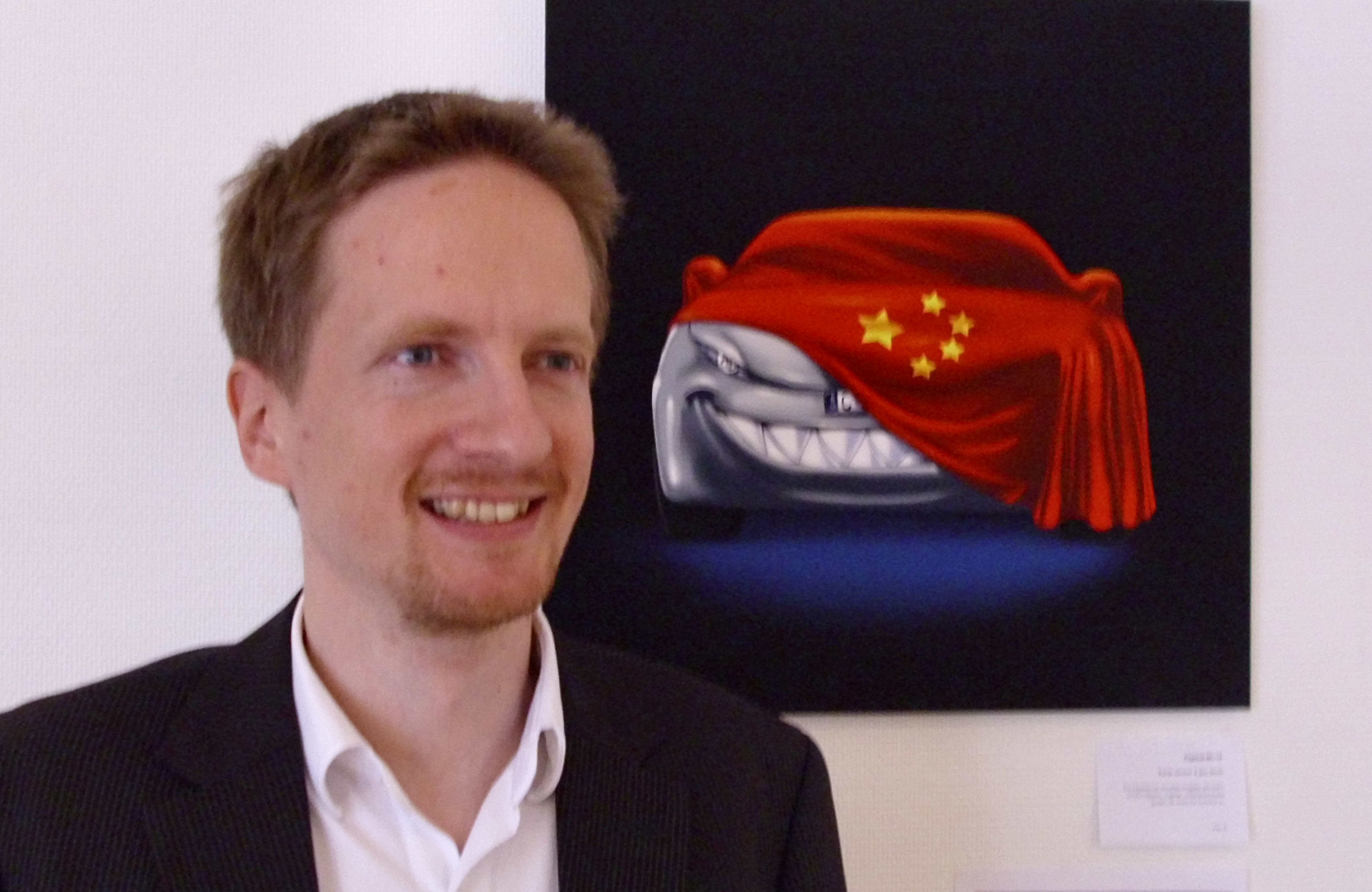
Carsten Mell (2010)

Carsten Mell (* 24. Mai 1974 in Köln) ist ein deutscher Illustrator und Comiczeichner.

## Leben
Nach dem Abitur 1994 am Freiherr-vom-Stein-Schule Gymnasium Rösrath und anschließender Wehrdienstzeit begann 1995 seine freiberufliche Tätigkeit als Illustrator mit zahlreichen Veröffentlichungen, wie zum Beispiel Gestaltungen des Titelmotivs von „Der Spiegel“ (2001) oder „Welt am Sonntag“ (2004). Mell schloss 2005 sein Design-Studium an der FH Düsseldorf als Diplom-Designer ab. Seine Diplomarbeit hatte zum Thema: „Lehrkörper als Comic“. Mell lebt in Rösrath bei Köln.
Von 2004 bis 2007 wirkte er als Zeichner mit an der internationalen Comicserie „Rote Ohren“,  die in zehn Sprachen übersetzt wurde und in 15 Ländern erscheint. Als freier Dozent an der „Comicademy“, einer Akademie für angehende Comiczeichner, lehrte er von 2004 bis 2006.
Die Werke entstehen digital am Computer. Sie werden gezeichnet und komponiert über ein Grafiktablett.

## Werke (Auswahl)
- „Die Milliardenfalle“ (Thema: Abzocke der Banken, dargestellt durch die Frankfurter Zentralen), Titelmotiv „Der Spiegel“, 8/2001[1]
- Gerhard Schröder, Joschka Fischer, Oskar Lafontaine und Gregor Gysi im Stil alter Kommunistenplakate (Offizielles Wahlkampfplakat der CSU im Bundestagswahlkampf 2005)
- „Der neue Volks-Republik-Wagen“ (Chinas Autokonzerne stürmen die letzte Bastion der Deutschen), Titelmotiv der Zeitschrift „Capital“, 05/2010[2]

## Ausstellungen
- Illustration made in Rösrath – Ausstellung im Bürgerforum Rösrath-Hoffnungsthal vom 16. Mai bis 25. Juni 2010